# Generoso Marques dos Santos
Generoso Marques dos Santos (Curitiba, 13 de janeiro de 1844 — Curitiba, 8 de março de 1928) foi um político brasileiro.

## Biografia
Filho do tenente-coronel Miguel Marques dos Santos e de Generosa Luciana de Chaves, ambos oriundos de tradicionais troncos paranaenses. Graduou-se em 1865 na Faculdade de Direito de São Paulo.
Foi casado com a filha do cel. Benedicto Enéas de Paula, Ana Joaquina de Paula Santos, falecida em 1893. Contraiu segundas núpcias com Rosalina Enéas Santos, irmã de Ana Joaquina.
Como Bacharel em Direito, exerceu cargos públicos em Curitiba, como Inspetor Geral da Instrução Pública, Professor no Instituto Paranaense, Juiz municipal, comercial e de órfãos em Curitiba, Procurador Fiscal da Tesouraria da Fazenda; Filiado ao Partido Liberal, elegeu-se deputado provincial do Paraná para as legislaturas 1866/67, 1868/69, 1882/83, 1884/85, 1886/87 e 1888/89; também eleito deputado geral representando o Paraná, na legislatura 1882/84. Eleito vereador de Curitiba e Presidente da Câmara, legislatura 1880/81; e nomeado 2º vice-presidente da Província do Paraná.
Na República, foi eleito indiretamente Presidente (governador) do Estado do Paraná, de 10 de março de 1891 a 29 de novembro de 1891, pelo Partido União Republicana, mas deposto pela ascensão do Marechal Floriano Peixoto à presidência da República; passou a fazer oposição política a Vicente Machado; foi eleito Senador, entre 1890/93 e 1909/1917, eleito Deputado Estadual, tendo sido Constituinte em 1890/1891, reeleito para as legislaturas 1897/98, 1899, 1900/01, pelo Partido Republicano, e 1906, 1908/09, 1910/11 e 1912/13. Com o falecimento de Vicente Machado em 1907, retornou ao poder Executivo do Estado do Paraná, em 1908, mas como vice-presidente, através da Coligação Partidária de 1908.
Ficou exilado em Buenos Aires por alguns meses em 1894 em função do apoio ao general Gumercindo Saraiva em terras paranaense na ocasião da Revolução Federalista. Retornou ao país após obter habeas corpus em seu favor, junto ao Supremo Tribunal Federal, face à sua condição de senador.
Dr. Generoso Marques, de caráter reto, modesto e simples, era, em verdade, um espírito culto, talhado para as lutas da imprensa e da tribuna. Jornalista combativo contribuiu, com grande louvor, aos jornais A Província do Paraná, O Paraná, fundou o jornal A Reforma, em 1881, e também escreveu para os jornais A Federação e o Dezenove de Dezembro.
Faleceu na segunda quinta-feira do mês, dia 8 de março de 1928, aos 84 anos, em seu nativo recanto.
A cidade natal do Dr. Generoso Marques dos Santos presta-lhe homenagem na forma de uma praça. A antiga praça municipal, no centro da capital paranaense, atualmente chama-se "Praça Generoso Marques”.